# Floringhem
Floringhem és un municipi francès situat al departament del Pas de Calais i a la regió dels Alts de França. L'any 2007 tenia 836 habitants.

## Demografia

### Població
El 2007 la població de fet de Floringhem era de 836 persones. Hi havia 306 famílies de les quals 68 eren unipersonals (32 homes vivint sols i 36 dones vivint soles), 71 parelles sense fills, 127 parelles amb fills i 40 famílies monoparentals amb fills.
La població ha evolucionat segons el següent gràfic:
Habitants censats

### Habitatges
El 2007 hi havia 339 habitatges, 315 eren l'habitatge principal de la família, 6 eren segones residències i 17 estaven desocupats. 334 eren cases i 3 eren apartaments. Dels 315 habitatges principals, 255 estaven ocupats pels seus propietaris, 53 estaven llogats i ocupats pels llogaters i 7 estaven cedits a títol gratuït; 7 tenien dues cambres, 38 en tenien tres, 73 en tenien quatre i 197 en tenien cinc o més. 271 habitatges disposaven pel capbaix d'una plaça de pàrquing. A 133 habitatges hi havia un automòbil i a 142 n'hi havia dos o més.

### Piràmide de població
La piràmide de població per edats i sexe el 2009 era:
| Homes | Edats   | Dones |
| ----- | ------- | ----- |
| 0     | 95 o +  | 0     |
| 0     | 90 a 94 | 12    |
| 4     | 85 a 89 | 4     |
| 4     | 80 a 84 | 12    |
| 24    | 75 a 79 | 16    |
| 12    | 70 a 74 | 28    |
| 4     | 65 a 69 | 24    |
| 8     | 60 a 64 | 12    |
| 12    | 55 a 59 | 8     |
| 24    | 50 a 54 | 28    |
| 36    | 45 a 49 | 36    |
| 16    | 40 a 44 | 32    |
| 12    | 35 a 39 | 8     |
| 12    | 30 a 34 | 12    |
| 36    | 25 a 29 | 28    |
| 20    | 20 a 24 | 16    |
| 24    | 15 a 19 | 24    |
| 48    | 10 a 14 | 20    |
| 24    | 5 a 9   | 24    |
| 12    | 0 a 4   | 4     |

## Economia
El 2007 la població en edat de treballar era de 531 persones, 371 eren actives i 160 eren inactives. De les 371 persones actives 326 estaven ocupades (190 homes i 136 dones) i 45 estaven aturades (22 homes i 23 dones). De les 160 persones inactives 52 estaven jubilades, 37 estaven estudiant i 71 estaven classificades com a «altres inactius».

### Ingressos
El 2009 a Floringhem hi havia 316 unitats fiscals que integraven 852 persones, la mediana anual d'ingressos fiscals per persona era de 15.706 €.

### Activitats econòmiques
Dels 15 establiments que hi havia el 2007, 1 era d'una empresa alimentària, 1 d'una empresa de fabricació d'altres productes industrials, 5 d'empreses de construcció, 2 d'empreses de comerç i reparació d'automòbils, 1 d'una empresa d'hostatgeria i restauració, 1 d'una empresa immobiliària, 3 d'empreses de serveis i 1 d'una empresa classificada com a «altres activitats de serveis».
Dels 5 establiments de servei als particulars que hi havia el 2009, 1 era un paleta, 2 fusteries, 1 empresa de construcció i 1 perruqueria.
L'únic establiment comercial que hi havia el 2009 era una fleca.
L'any 2000 a Floringhem hi havia 9 explotacions agrícoles.

## Equipaments sanitaris i escolars
El 2009 hi havia una escola elemental.

## Poblacions més properes
El següent diagrama mostra les poblacions més properes.